# Negrenii-Osebiți, Teleorman
Negrenii-Osebiți este un sat în comuna Tătărăștii de Jos din județul Teleorman, Muntenia, România.